# Championnat d'Angleterre de football de deuxième division 1907-1908
Navigation
Édition précédente Édition suivante
La saison 1907-1908 est la seizième saison du championnat d'Angleterre de football de deuxième division. Les deux premiers du championnat obtiennent une place en première division, les trois derniers sont relégués uniquement s'ils n'obtiennent pas assez de voix dans la procédure de réélection.
Bradford City remporte la compétition et se voit promu en première division accompagné du vice-champion, Leicester Fosse. Parmi les trois derniers, seul Lincoln City n'obtient pas assez de voix pour rester en deuxième division, Stoke se retire de la compétition pour raisons financières. Le meilleur buteur est Jackie Smith avec 30 buts pour Hull City.

## Compétition
La victoire est à deux points, un match nul vaut un point.

### Classement
| Rang | Équipe                  | Pts | J  | G  | N  | P  | Bp | Bc | Diff |
| ---- | ----------------------- | --- | -- | -- | -- | -- | -- | -- | ---- |
| 1    | Bradford City           | 54  | 38 | 24 | 6  | 8  | 90 | 42 | +48  |
| 2    | Leicester Fosse         | 52  | 38 | 21 | 10 | 7  | 72 | 47 | +25  |
| 3    | Oldham AthleticP        | 50  | 38 | 22 | 6  | 10 | 76 | 42 | +34  |
| 4    | FulhamP                 | 49  | 38 | 22 | 5  | 11 | 82 | 49 | +33  |
| 5    | West Bromwich Albion    | 47  | 38 | 19 | 9  | 10 | 61 | 39 | +22  |
| 6    | Derby County R          | 46  | 38 | 21 | 4  | 13 | 77 | 45 | +32  |
| 7    | Burnley FC              | 46  | 38 | 20 | 6  | 12 | 67 | 50 | +17  |
| 8    | Hull City               | 46  | 38 | 21 | 4  | 13 | 73 | 62 | +11  |
| 9    | Wolverhampton Wanderers | 37  | 38 | 15 | 7  | 16 | 50 | 45 | +5   |
| 10   | Stoke R                 | 37  | 38 | 16 | 5  | 17 | 57 | 52 | +5   |
| 11   | Gainsborough Trinity    | 35  | 38 | 14 | 7  | 17 | 47 | 71 | -24  |
| 12   | Leeds City              | 32  | 38 | 12 | 8  | 18 | 53 | 65 | -12  |
| 13   | Stockport County        | 32  | 38 | 12 | 8  | 18 | 48 | 67 | -19  |
| 14   | Clapton Orient          | 32  | 38 | 11 | 10 | 17 | 40 | 65 | -25  |
| 15   | Blackpool FC            | 31  | 38 | 11 | 9  | 18 | 51 | 58 | -7   |
| 16   | Barnsley FC             | 30  | 38 | 12 | 6  | 20 | 54 | 68 | -14  |
| 17   | Glossop FC              | 30  | 38 | 11 | 8  | 19 | 54 | 74 | -20  |
| 18   | Grimsby Town            | 30  | 38 | 11 | 8  | 19 | 43 | 71 | -28  |
| 19   | Chesterfield FC         | 23  | 38 | 6  | 11 | 21 | 46 | 92 | -46  |
| 20   | Lincoln City            | 21  | 38 | 9  | 3  | 26 | 46 | 83 | -37  |

|  | Vainqueur de la deuxième division et promotion en First Division |
|  | Promotion en First Division                                      |
|  | Réélection                                                       |
|  | Relégué                                                          |

- Parmi les trois derniers, Lincoln City n'obtient pas assez de voix et sera relégué. Stoke se retire de la compétition pour raisons financières.